# Lucapina maullina
Lucapina maullina is een slakkensoort uit de familie van de Fissurellidae. De wetenschappelijke naam van de soort is voor het eerst geldig gepubliceerd in 1974 door Ramírez-Böhme.